# Theraps lentiginosus
Theraps lentiginosus es una especie de peces de la familia Cichlidae en el orden de los Perciformes.

## Morfología
Los machos pueden llegar alcanzar los 25 cm de longitud total.

## Hábitat
Es una especie de clima tropical entre 26 °C-30 °C de temperatura.

## Distribución geográfica
Se encuentra en la vertiente atlántica de Norte y Centroamérica:  cuencas de los ríos  Grijalva y  Usumacinta en México y Guatemala.